# Erich Henschke
Erich Henschke (* 23. Januar 1907 in Danzig; † 22. Dezember 1988 in Berlin) war ein deutscher Widerstandskämpfer gegen den Franquismus, Agent des Militärnachrichtendienstes GRU sowie  Chefredakteur der Berliner Zeitung.

## Leben
Henschke entstammte einer jüdisch-orthodoxen Familie. Nach der Volksschule besuchte er ein Realgymnasium in Berlin.
1926 wurde er Mitglied des Kommunistischen Jugendverband Deutschlands und 1928 auch Mitglied der KPD.
1934 emigrierte er in die Sowjetunion, wo er bis 1936 Schüler der Internationalen Lenin-Schule war. Danach wurde er zu den Internationalen Brigaden in Spanien geschickt. Bei den Kämpfen gegen die faschistischen Interventionstruppen wurde er verwundet. Nach seiner Genesung wurde er Anfang 1939 als Nachfolger von Georg Stibi Leiter der deutschsprachigen Abteilung beim Radiosender der Spanischen Regierung.
Nach der Niederlage der Spanischen Republik floh er nach Frankreich, wo er zunächst interniert wurde, bis er die Ausreise nach Großbritannien erreichen konnte. In London wurde er Leitungsmitglied der KPD-Emigrantenorganisation für das Vereinigte Königreich. Im Auftrag des Militär-Nachrichtendienstes GRU stellte er unter dem Pseudonym Karl Kastro eine Verbindung zu dem Residenten des US-Nachrichtendienstes Office of Strategic Services (OSS) Joseph Gould her, um es deutschen Kommunisten zu ermöglichen, in einem Gemeinschaftsprojekt für den OSS und den GRU als Funker und Fallschirmspringer hinter den Frontlinien eingesetzt zu werden.
Im November 1946 kehrte er nach Deutschland zurück und wurde zunächst Mitarbeiter der Presseabteilung des Bundesvorstands des FDGB. Später übernahm er die Leitung des Internationalen Büros des FDGB. 1949 wurde er Leiter der Presseabteilung der Deutschen Wirtschaftskommission.
Von 1950 bis 1955 war Henschke stellvertretender Chefredakteur der Berliner Zeitung und anschließend bis 1957 deren Chef. 1954 wurde er Stadtverordneter in Berlin. Ab März 1958 wurde er auch für den DDR-Pressedienst ADN tätig und war von Juni 1958 bis Juli 1961 Korrespondent in Peking. Von 1962 bis 1977 war er für das DDR-Fernsehen tätig und arbeitete zuletzt als  freischaffender Journalist.
Henschkes Urne wurde auf dem Zentralfriedhof Berlin-Friedrichsfelde in der Gräberanlage für Opfer des Faschismus und Verfolgte des Naziregimes beigesetzt.

## Auszeichnungen
- 1977 Vaterländischer Verdienstorden in Gold
- 1982 Ehrenspange zum Vaterländischen Verdienstorden in Gold
- 1986 Karl-Marx-Orden